# Masque anti-poussière FFP1

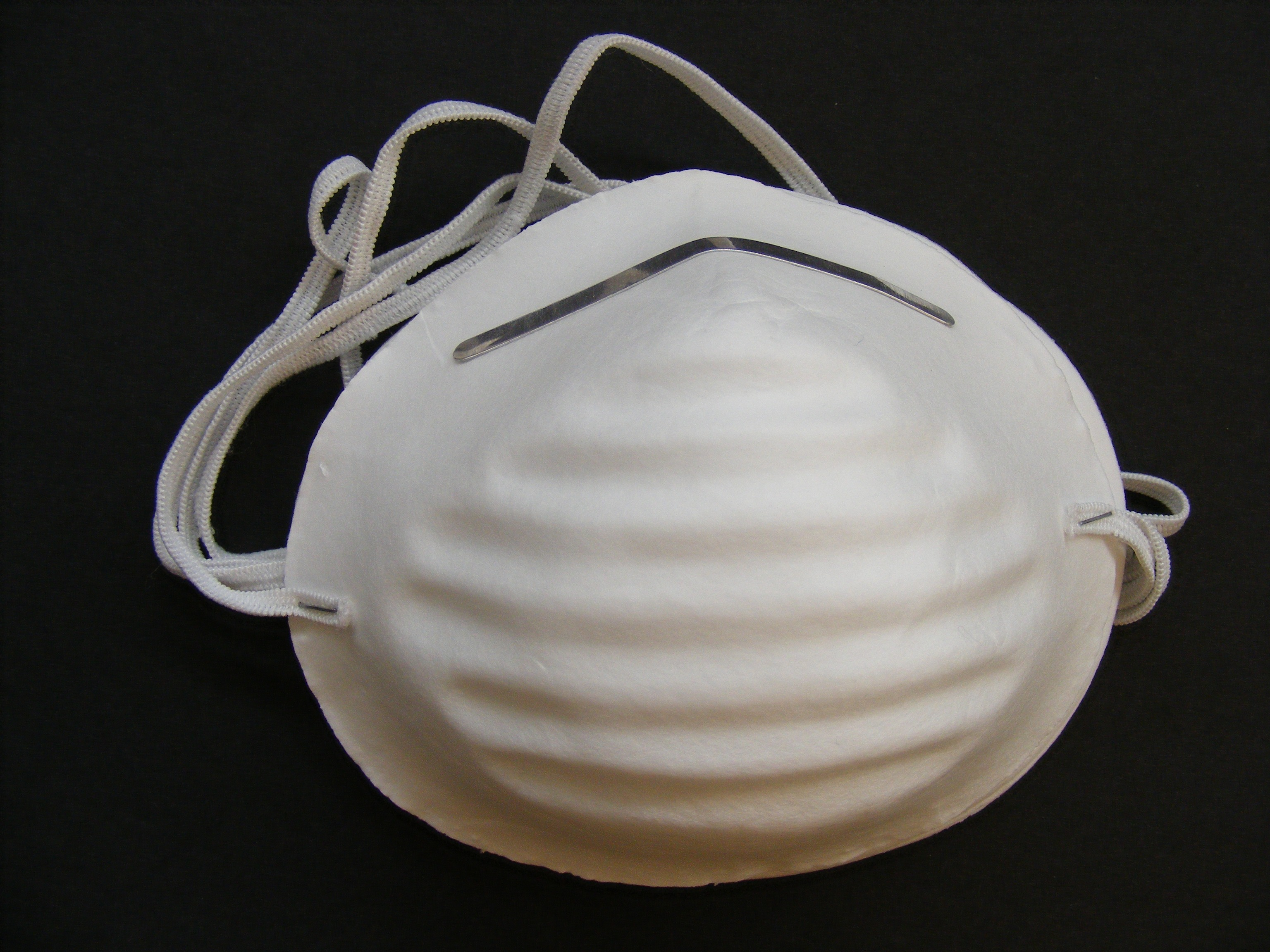
Un masque anti-poussière FFP1.

Un masque anti-poussière FFP1 (filtering facepiece 1) est un masque en papier flexible maintenu au-dessus du nez et de la bouche par des sangles en caoutchouc ou élastiques pour protéger les voies respiratoires  contre les poussières nuisibles mais non toxiques : il ne protège pas contre les dangers toxiques en suspension dans l'air,.   
Il est défini par la norme européenne EN 149 qui en compte deux autres, le masque FFP2 et le masque FFP3. Aux États-Unis, le masque FFP1 n'est pas soumis aux approbations requises par les masques de protection tels que le masque N95 et les masques chirurgicaux. 
Le masque anti-poussière est utilisé dans des environnements contenant des poussières rencontrées pendant les activités de construction ou de nettoyage, telles que les poussières de cloisons sèches, de briques, de bois, de fibre de verre, de silice (provenant de la production de céramique ou de verre ) ou de balayage.  
Ce masque anti-poussière peut également être porté dans des environnements contenant des allergènes tels que le pollen des arbres et des graminées.  
Enfin, il est également utilisé pour empêcher le porteur d'inhaler de la poussière ou du sable lors d'une tempête de poussière ou d'une tempête de sable. 

## Description
Un masque anti-poussière est porté de la même manière qu'un masque respiratoire filtrant ou un masque chirurgical, mais il est dangereux de les confondre car ils protègent chacun contre des dangers spécifiques de l'air.  
L'utilisation d'un mauvais masque pour un travail peut présenter un danger important et peut-être mortel car de nombreux masques anti-poussière avec des niveaux de protection très variés peuvent sembler similaires, voire être des masques qui ne protègent pas du tout contre la poussière.  
Un masque mal mis est également un danger car il permet à un élément de contourner le masque. Un ajustement correct peut protéger contre les éclaboussures de liquides ou de brume.  
Le masque anti-poussière ne protège pas contre les produits chimiques tels que les vapeurs et les brouillards. Pour cette raison, il est dangereux de confondre le masques anti-poussière avec un masque utilisé comme masques de peinture. 
Le masque antipoussière est une alternative moins chère, plus légère et peut-être plus confortable qu'un masque de protection supérieur, mais il n'offre pas de protection respiratoire et peut être plus susceptible d'être mal utilisé ou mal ajusté. 
Certains masques anti-poussière comprennent des améliorations telles que deux sangles derrière la tête (une supérieure et une inférieure), une bande d'aluminium à l'extérieur passant au dessus du nez qui peut être plié pour un ajustement personnalisé et une bande de mousse caoutchouc à l'intérieur à travers le dessus du nez pour assurer une meilleure étanchéité même si l'aluminium à l'extérieur n'entre pas.